# Datan
Datan – postać biblijna ze starotestamentalnej Księgi Liczb.
Wraz z Abiramem byli synami Eliaba (Lb 16,1) najstarszymi mężami z plemienia Rubena - najstarszego plemienia wśród uciekających z Egiptu. Według Józefa Flawiusza zginęli wraz z pozostałymi mężami, chcącymi kandydować na arcykapłana w miejsce Aarona, którego wyboru nie zaakceptowali, podczas buntu przeciwko Mojżeszowi. Zostali spaleni Bożym ogniem tak doszczętnie, że nie pozostał nawet ślad po ich ciałach.
Źródło: Słownik Postaci Biblijnych. [dostęp 2015-12-26].